# 6768 Mathiasbraun
6768 Mathiasbraun este un asteroid din centura principală de asteroizi.

## Descriere
6768 Mathiasbraun este un asteroid din centura principală de asteroizi. A fost descoperit pe 7 septembrie 1983 la Observatorul Kleť de Antonín Mrkos. Asteroidul prezintă o orbită caracterizată de o semiaxă mare de 2,38 ua, o excentricitate de 0,20 și o înclinație de 2,2° în raport cu ecliptica.